# Олчененго
Олчененго (итал. Olcenengo) је насеље у Италији у округу Верчели, региону Пијемонт.
Према процени из 2011. у насељу је живело 701 становника. Насеље се налази на надморској висини од 149 м.

## Становништво
Према резултатима пописа становништва 2011. у општини је живело 754 становника.
| 1931. | 1936. | 1951. | 1961. | 1971. | 1981. | 1991. | 2001. | 2011. |
| ----- | ----- | ----- | ----- | ----- | ----- | ----- | ----- | ----- |
| 1.403 | 1.375 | 1.216 | 976   | 771   | 616   | 568   | 607   | 754   |